# Antrodia subalbidoides
Antrodia subalbidoides är en svampart som beskrevs av A. David & Dequatre 1985. Antrodia subalbidoides ingår i släktet Antrodia och familjen Fomitopsidaceae.   Inga underarter finns listade i Catalogue of Life.